# 阿爾加河

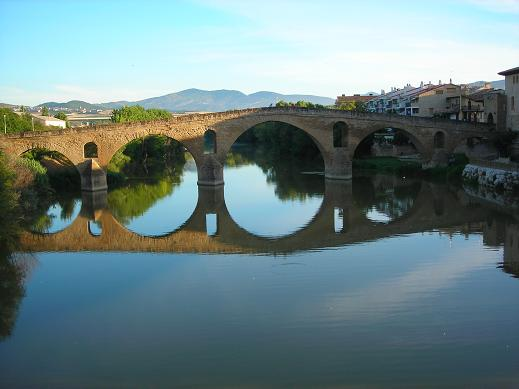
阿爾加河蓬特拉雷納鎮段

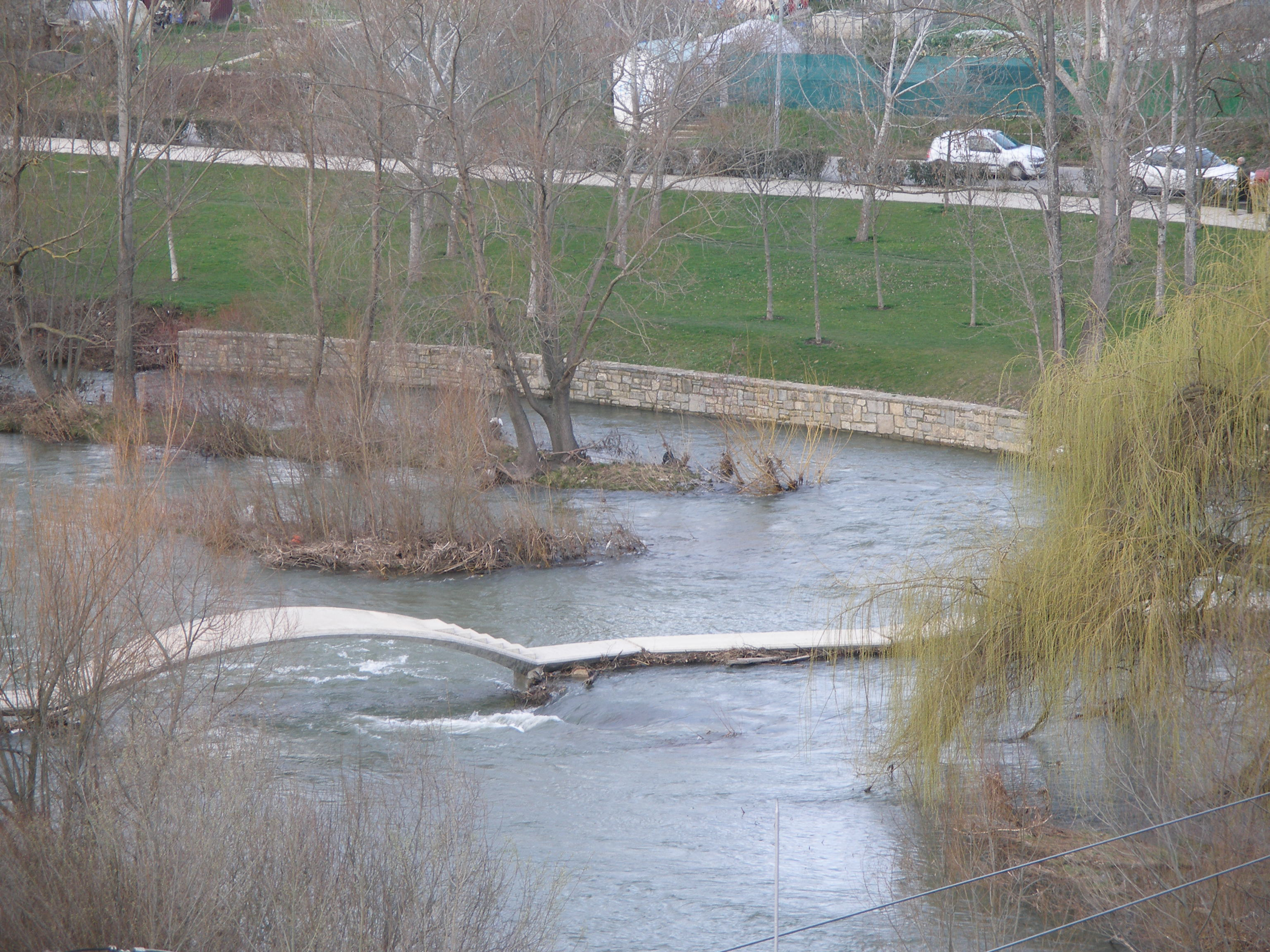
阿爾加河潘普洛納市段

阿爾加河（西班牙語：Río Arga）是西班牙的河流，屬於埃布羅河的支流，發源自潘普洛納以北約20公里，流經納瓦拉，河道全長145公里，流域面積2,759平方公里，平均流量每秒59.76立方米。